# 虹 (電気グルーヴの曲)
「虹」（にじ）は、日本の音楽ユニットである電気グルーヴの楽曲。
1995年4月21日にKi/oon Sony Recordsより6枚目のシングルとしてリリースされた。5枚目のオリジナル・アルバム『DRAGON』（1994年）からの2作目のリカットとして、前作「カメライフ」よりおよそ4か月ぶりのリリースとなった。作詞および作曲は石野卓球が行い、電気グルーヴによるセルフ・プロデュースとなっている。
シングル盤の1曲目に収録された「虹 (Short Cut Mix)」はヤマハ発動機のコマーシャルソングとして使用されたほか、カップリング曲として収録された「虹 (Mojo Mix)」は日本テレビ系クイズ番組『マジカル頭脳パワー!!』（1990年 - 1999年）の8代目エンディングテーマとして使用された。また、TBSラジオ番組『伊集院光 深夜の馬鹿力』（1995年 - ）第一回のエンディングテーマとしても使用された。その他、TBS系テレビアニメ『交響詩篇エウレカセブン』（2005年 - 2006年）の挿入歌として使用された。
オリコンチャートでは最高位27位となり、ピエール瀧は後に「全然売れなかった」と述べている。しかし、後にドイツのレーベルであるMFSやイギリスのレーベルであるシルバー・プラネットから本作のリミックス盤がリリースされ、石野が日本国外で活動開始する切っ掛けとなったほか、電気グルーヴの中では最もリミックスバージョンが多く制作され国外では最も著名な楽曲となった。

## 録音、制作
本作は石野卓球がバリ島旅行に行った際の印象から制作された曲であり、石野自身は「すごくカルマが強い曲」であると述べている。ゲストボーカルとして、五島良子が参加している。本作はレコード会社側からシングルカットの要請が出されたが、これに不満を抱いた石野はFMラジオの番組出演の予定を放棄し、「トイレに行く」と言い残したまま帰宅した。
本作のレコーディングにピエール瀧は全く関与しておらず、瀧は「レコーディング作業を見てた記憶さえ無い」と述べている。瀧はその当時スーパーファミコン用ソフト『スーパーマリオカート』（1992年）をプレイしており、ディレクターにカメを当てて集中攻撃を行い、「足止めしてスタジオに入れない係」であったと述べている。また、レコーディング・データをバックアップしたCD-Rにはアシスタントが「虫」と記入しており、瀧は「電気グルーヴ入魂のシングル『虫』」と述べネタにしている。
本作に関して瀧は後に「いまも落ち着いて聴ける、一番穴が少ない曲」であると述べ、石野は「気持ちを素直に出した曲は、なんかしらパワーがある。で、なんか偽ってるやつはパワーないんだよね」と述べた上で、本作が電気グルーヴにおけるMr.Childrenの「innocent world」（1994年）およびX JAPANの「Forever Love」（1996年）であると例えている。
カップリング曲である「Pomato」に関しては、メンバー曰く「体がデカくて朴訥フェイス」から歌詞が広がっていった、2枚目のアルバム『FLASH PAPA』（1991年）収録曲「Cafe de 鬼」の外伝となる曲であり、世間からは「Shangri-La」（1997年）から電気グルーヴが変化したと言われているが、実際は「虹」で終わり「Pomato」から変化したと述べている。

## リリース
1995年4月21日にKi/oon Sony Recordsより8センチCDにてリリースされた。同CDには「MUSIC CATALOGUE」と題した8センチCDが付属されており、ユースケ・サンタマリアが所属していたビンゴボンゴや井出泰彰、モダンチョキチョキズの楽曲が収録されていた。

## アートワーク
シングル盤のジャケットにはホログラムが使用されているが、これはイギリスのディスクジョッキーであるミクスマスター・モリスによるプロジェクト「イレジスティブル・フォース」のジャケットに影響された結果であると石野は述べている。瀧は「虹」というタイトルであるにも拘わらず七色が使用されていないことを指摘しているが、石野は後にリリースされたドイツ盤において使用されていることを指摘している。
後にドイツのレーベルであるMFSからリリースされたリミックス盤のジャケットは、ポール・ヴァン・ダイクやハードフロア、リッチー・ホゥティン、カール・クレイグ、DJ Hellなどの作品を手掛けたデザイナーが担当している。しかし石野は自身が全く関与せず完全に委託して仕上がりを楽しみにしていたことから、デザイナーについて全く関知していなかったと述べている。

## メディアでの使用
シングル盤に収録されている「虹 (Short Cut Mix)」はヤマハ発動機のコマーシャルソングとして使用され、カップリング曲として収録された「虹 (Mojo Mix)」は日本テレビ系クイズ番組『マジカル頭脳パワー!!』（1990年 - 1999年）の8代目エンディングテーマに採用された。また、TBSラジオ番組『伊集院光 深夜の馬鹿力』（1995年 - ）第一回のエンディングテーマとして使用された。
その他、本作リリースから10年後にはTBS系テレビアニメ『交響詩篇エウレカセブン』（2005年 - 2006年）において第50話の挿入歌として使用された。本作は同アニメのサウンドトラック『交響詩篇エウレカセブン COMPLETE BEST』や『交響詩篇エウレカセブン -ポケットが虹でいっぱい- MUSIC COLLECTION』にも収録されている。また、2010年に上海万博ジャパンパビリオンで、観光庁が日本各地紹介するビデオ「A DAY IN JAPAN」のBGMに使用された。

## 別バージョン、リミックス
アルバム『DRAGON』（1994年）からのシングルカットであり、アルバムに収録された原曲は10分を超える長い曲だが、シングル盤では短くなったバージョンが収録されている。
本作は1996年にドイツのレーベルであるMFSから「Niji (The MFS Remixes)」のタイトルでリミックス盤がリリースされ、1997年には同タイトルでイギリスのレーベルであるシルバー・プラネットからもリリースされた。日本国外にてリミックス盤がリリースされることになった展開について、石野は本作の影響が電気グルーヴにとって最も大きかったと述べたほか、「Shangri-La」が最もヒットしたシングルではあるものの、本作がなければ日本国外での活動が何も始まらなかったと述べている。石野は本作のリミックス盤が国外でリリースされたことを切っ掛けに、国外でのDJとしての活動が開始されたと述べ、「いくつかあるシングルの中の節目」であるとも述べている。また、当時MFSに勤務していたアンディという人物が後に石野の欧州活動時のマネージャーになったと述べている。

## シングル収録曲
| #         | タイトル              | 作詞・作曲 | リミックス | 時間  |
| --------- | --------------------- | ---------- | ---------- | ----- |
| 1.        | 「虹」(Short Cut Mix) | 石野卓球   |            | 4:55  |
| 2.        | 「Pomato」            | 電気GROOVE |            | 5:45  |
| 3.        | 「虹」(Mojo Mix)      | 石野卓球   | EL-MALO    | 5:03  |
| 合計時間: | 合計時間:             | 合計時間:  | 合計時間:  | 15:43 |

## カバー
日本のタレントユニットであるFLIP-FLAPによるカバーバージョンが「虹（マクタンビーチ バージョン）」というタイトルでシングル「Liv la la la Luv」（1999年）のカップリング曲として収録された。
声優の戸松遥と堀江由衣によるカバーバージョンが、独立UHF局テレビアニメ『猫神やおよろず』（2011年）の登場人物である「繭&古宮柚子」名義で、同アニメの主題歌となった「神サマといっしょ」のシングル盤のカップリング曲として「虹 ～Ver.8000000～」のタイトルで収録された。ミックスを手掛けたのはミト（クラムボン）と牛尾憲輔（agraph）による「2 ANIMEny DJ's」となっている。
日本のロックバンドであるLAMAによるリビルドバージョン「Seven Swell - based on “Niji”-」がシングル「Parallel Sign」（2012年）のカップリング曲として収録されたほか、毎日放送テレビアニメ『エウレカセブンAO 完結編』（2012年）の挿入歌として使用された。